# Нама (покрајина)
Нама (арап. ولاية النعامة‎), једна је од 48 покрајина у Народној Демократској Републици Алжир. Покрајина се налази у западном делу земље у појасу између планинског венца Сахарског Атласа и пустиње Сахаре, на граници са Мароком.
Покрајина Нама покрива укупну површину од 29.950 km² и има 209.470 становника (подаци из 2008. године). Највећи град и административни центар покрајине је град Нама.